# Dystrykt Kabompo
Dystrykt Kabompo – dystrykt w północno-zachodniej Zambii w Prowincji Północno-Zachodniej. W 2000 roku liczył 71 238 mieszkańców (z czego 49,53% stanowili mężczyźni) i obejmował 14 029 gospodarstw domowych. Siedzibą administracyjną dystryktu jest Kabompo.